# Folke Herolf
Folke Olof Ragnar Herolf, född 11 november 1912 i Hässjö församling, Västernorrlands län, död 20 augusti 1982 i Kungsholms församling i Stockholm, var en svensk militär.

## Biografi
Herolf avlade studentexamen i Sundsvall 1932. Han avlade officersexamen vid Kungliga Krigsskolan 1936 och utnämndes samma år till fänrik vid Skaraborgs regemente, där han tjänstgjorde till 1942. Han avlade intendentsexamen 1942, varpå han var regementsintendent vid Livregementets husarer 1942–1945, befordrad till kapten 1943. Åren 1945–1948 tjänstgjorde han vid Arméstaben, varpå han 1948–1954 var sektionschef i Intendenturavdelningen vid Arméförvaltningen. Han befordrades till major 1954 och var militärområdesintendent i II. militärområdet 1954–1957. Han var chef för Driftsektionen i Förplägnadsbyrån vid Arméintendenturförvaltningen 1957–1958, befordrades till överstelöjtnant 1958 och var chef för Militärsektionen i Centralbyrån vid Arméintendenturförvaltningen 1958–1963. Åren 1963–1965 var han stabschef vid Chefsexpeditionen i Intendenturkåren, varpå han befordrades till överste 1965 och var chef  för Livsmedelsbyrån vid Försvarets intendenturverk 1965–1968. År 1968 befordrades han till överste av första graden och var 1968–1973 chef för Försvarets intendenturkår. Herolf är begravd på Norra begravningsplatsen utanför Stockholm.